# Herma Bauma
Hermine »Herma« Bauma, avstrijska atletinja, * 23. januar 1915, Dunaj, † 9. februar 2003, Dunaj.
Nastopila je na poletnih olimpijskih igrah v letih 1936, 1948 in 1952, leta 1948 je osvojila naslov olimpijske prvakinje v metu kopja, leta 1936 je bila četrta, leta 1952 pa deveta. Dvakrat je postavila svetovni rekord v metu kopja, ki ga je držala med letoma 1947 in 1949. 